# Фермский парк
Фермский (Фермерский) парк — некогда часть Александровского парка с частично присоединёнными к ней землями деревни Кузьмино. Название дано по Императорской ферме, под которую эта земля была выделена в начале XIX века. Пейзажный парк в английском стиле был создан Адамом Менеласом одновременно с постройкой фермы (1818—1822 годы) в качестве её пастбища.
По территории парка после постройки вокзала и железной дороги, связывающей его с Санкт-Петербургом, было проложено Фермское шоссе до Александровского дворца. По сторонам дорога была обсажена липами. В начале XX века большая часть земель парка была отдана под постройку Феодоровского городка.
На окраине парка сделан пруд «Ковш».
В 2021 году прошло благоустройство парка. Проект благоустройства получил золотую медаль XII Российской национальной премии по ландшафтной архитектуре в 2021 году как лучший проект реставрации и приспособления объекта культурного наследия, воссоздания памятника садово-паркового искусства.